# Julija Čermošanská
Julija Igorevna Čermošanská (rusky Юлия Игоревна Чермошанская; * 6. ledna 1986, Brjansk) je ruská atletka, sprinterka.

## Sportovní kariéra
Její hlavní disciplínou je běh na 200 metrů, věnuje se také štafetě na 4 × 100 metrů. Je juniorskou mistryní Evropy (2005) a mistryní Evropy do 23 let (2007). Reprezentovala na letních olympijských hrách v Pekingu, kde dosáhla největšího úspěchu ve štafetě na 4 × 100 metrů. Společně s Jevgenijí Poljakovovou, Alexandrou Fedorivovou a Julií Guščinovou vybojovala olympijské zlato. Těsně před branami finále zůstala v běhu na 200 m, když v semifinále skončila s časem 22,57 s jako první nepostupující.
Její matkou je bývalá atletka Galina Malčuginová, která se rovněž specializovala na dvoustovku.

## Osobní rekordy
- 200 m (hala) – 23,32 s – 9. února 2008, Moskva
- 200 m (dráha) – 22,57 s – 20. srpna 2008, Peking